# 崔彦进
崔彦进（922年—988年），大名（今河北省邯郸市大名县）人，中国后汉、后周、北宋时期武将。

## 生平

### 早期仕途
纯质有胆略，年轻时有膂力，善骑射。后汉乾祐年间，隶属郭威帐下。后周广顺初年，补卫士。皇子郭荣（后来的周世宗）出任澶州节度使，他奉命领禁兵相随。显德初年，为控鹤指挥使。参与攻取南唐淮南地区，因功迁散员都虞候。随军平定瓦桥关，改东西班指挥使、领昭州刺史。
北宋初年，改控鹤右厢指挥使、领果州团练使。参与征讨叛乱的昭义节度使李筠，为先锋部署，以功迁常州防御使。骁武副指挥使田绍斌随崔彦进出征，攻破大会寨，以功迁龙捷指挥使。崔彦进又随军平定叛乱的山南东道节度使李重进，改虎捷右厢。建隆二年（961年），迁侍卫步军都指挥使、领武信军节度使。

### 参与灭蜀
乾德二年（964年）十一月宋大举伐后蜀，以忠武节度使王全斌为西川行营凤州路都部署，崔彦进为前军副都部署，统领行营前军，率禁军步骑二万、其他各州兵一万出凤州道。王全斌等辞行时，宋太祖在崇德殿设宴，赐他们金玉带、衣帛、鞍马、戎器有差。太祖拿出地图授王全斌等，于是问：“西川可取否？”王全斌等答曰：“臣等仗天威，遵妙算，克日可定。”太祖又对王全斌等说：“凡是攻克的城寨，只要收集其器甲、刍粮，其余钱帛分给战士，我所欲得的只是其土地罢了。”
十二月，崔彦进与马军都监康延泽等追杀蜀败军，追过三泉山，到嘉州，俘杀很多。因蜀人断栈道，宋大军不能进军，王全斌商议取罗川路入蜀。康延泽秘密对崔彦进说：“罗川路险，众人难以一齐经过，不如分兵修栈道，可以约定在深渡会合大军。”崔彦进派人告诉王全斌，王全斌答应了。不数日，阁道修成，宋军于是进击金山寨，又破小漫天寨，王全斌也率大军由罗川到深渡与崔彦进会合。蜀军依江列阵，崔彦进遣步军都指挥使张万友等攻击之，夺其桥。暮夜时分，蜀军退守大漫天寨。次日，崔彦进、康延泽、张万友兵分三路攻打大漫天寨，蜀军聚集精锐来抗拒，宋军又大破之，乘胜攻克大漫天寨，擒寨主义州刺史王审超、监军赵崇渥及三泉监军刘延祚。蜀大将王昭远、赵崇韬引兵来战，三战三败，宋军追杀到利州北，王昭远等逃跑退守剑门。王全斌等进入利州，获军粮八十万斛。
乾德三年（965年）正月蜀亡后，王全斌及崔彦进、枢密副使、左卫大将军王仁赡等进入蜀都成都，日夜宴饮，不恤军务，纵容部下掳掠他人子女货财，蜀人苦之。曹彬屡请班师，王全斌等不听。诏命蜀兵赴阙、优给军装和钱财，王全斌等擅自扣减其数目，纵容部曲侵挠，蜀兵愤怨思乱。两路随军使臣大约一百余人，王全斌、王仁赡、崔彦进等不令部卒送行，分派诸州牙校送行。三月，蜀地爆发后蜀旧将全师雄领导的叛乱。崔彦进与张万友、归州先锋都指挥使高彦晖、通事舍人田钦祚分兵讨伐，为全师雄所败，高彦晖战死，叛军势力更大。叛乱平定后，乾德五年（967年）正月，蜀地臣民诣阙控告王全斌、王仁赡、崔彦进等破蜀时诸多不法事，三将等都被召还。王仁赡被诘问时历数其他将领的过失，意图为自己脱罪，未果。宋太祖以王全斌等新有功，不想治罪，令中书省、门下省让三将与告状者对质，查出他们共收取钱六十四万六千八百余贯及蜀宫珍宝及外府库藏。三将又被问罪擅自克扣兵士军装钱、杀降致叛，都伏罪。太祖令御史台集百官于朝堂，商议三将的罪过。百官说三将依法当死，太祖特赦之，在金州设立昭化军，贬崔彦进为昭化军节度观察留后。
虎捷卒薛超随崔彦进伐蜀，录功补虞候，迁十将。

### 参与灭汉
开宝九年（976年）四月，宋太祖郊祀西洛，崔彦进来朝，获授彰信军节度使。
太平兴国二年（977年），移镇河阳。四年（979年）正月，宋太宗遣将攻打北汉都城太原，命崔彦进、彰德军节度使李汉琼、桂州观察使曹翰、彰信军节度使刘遇各攻其城之一面。御带张崇贵随崔彦进、李汉琼先行查看水草。崔彦进与郢州防御使尹勋攻其东面，李汉琼、冀州刺史牛思进攻其南面，曹翰、翰林使杜彦圭攻其西面，刘遇、光州刺史史珪攻其北面。崔彦进督战甚急，太宗嘉奖。

### 幽燕失利
北汉灭亡后，六月，崔彦进率数万军参与攻打辽朝治下的幽州，又与内供奉官江守钧率兵攻幽州城西北，定国节度使宋渥攻其南面，刘遇攻东面，定牙节度使孟玄喆攻西面。都监秦翰随崔彦进出征，以善战闻名。七月，宋军被辽军所败而班师，诏崔彦进与西上阁门副使薛继兴、阁门祗候李守斌领兵屯关南，便宜从事。太宗对诸将说：“契丹必来寇边，应该合兵设伏夹击之，可获大捷。” 
九月，辽以南京留守燕王韩匡嗣为都统，南府宰相耶律沙为监军，与惕隐耶律休哥、南院大王耶律斜轸、权奚王耶律抹只等各率所部兵南征，大同军节度使耶律善补领山西兵分兵而进。辽军侵犯遂城，镇州都钤辖、云州观察使刘廷翰先在徐河列阵，崔彦进秘密从高阳关兵出黑芦堤北，经过长城口，衔枚来到敌军后方，李汉琼、知定州崔翰的军队也相继来到。十月，众军及高阳、镇、定路先锋都监张继能等合力在满城大破辽军，斩首万余级，获马千余匹，生擒其将三人，俘老幼三万户及兵器军帐甚众，辽军投西山坑谷中而死的不可胜计。同月，崔彦进以灭汉之功加检校太尉。太宗得知败辽捷报，手诏褒奖诸将。崔翰以功擢武泰军节度使。
五年（980年）十月，辽军围瓦桥关。十一月，太宗北巡。当月，宋军夜袭辽营，被辽突吕不部节度使萧干、四捷军详稳耶律痕德击退。耶律休哥败宋军于瓦桥东，又奋击击败出战的宋守将荆嗣。宋军在水南列阵，被耶律休哥涉水击破，追到莫州，杀伤甚众。宋军又到，被辽军全歼。随即崔彦进、张继能大破辽万余众于唐兴口，斩首三千余级，辽军班师。关南上报，太宗于是以崔彦进为关南兵马都部署，转张继能为殿头高品。六年（981年）十月，又以崔彦进为关南兵马都部署。崔彦进在静戎北抵御辽军，在慎兴口下寨。七年（982年）四月，辽景宗亲率万余骑入侵，崔彦进遣护高阳关屯兵袁继忠及其部下时任龙猛副指挥使荆嗣率所部渡拒马河，率承受定州路奏事李继宣等与高阳关都监刘文裕于唐兴、满城击败攻打高阳关的一路辽军，斩首二千级，追奔二十余里，获兵器羊马数万。辽守太尉奚瓦里中流矢死。时任统军使耶律善补为宋伏兵所围，为时任枢密使耶律斜轸所救得免。五月，辽军撤退。
八月，时任仪銮副使江守钧因擅自借崔彦进、威远节度使曹翰钱，被问讯查实，判处杖刑，降为高品。
雍熙三年（986年）正月，太宗北伐，分兵三路，诏崔彦进为幽州道行营马步军水陆副都部署，与都部署曹彬、西北道都部署米信出雄州，忠武军节度使潘美出雁门道。三月，宋军攻克岐沟、涿州、固安、新城，辽于越耶律休哥上报奏知，辽圣宗派出援军。五月，宋军失利，被俘虏将吏、缴获马牛、器仗甚众。崔彦进因违背曹彬节制，从其他道路回军，为敌军所败，获罪被召还。六月，知大名府赵昌言上书请求斩杀曹彬等战败将领，太宗览奏折后赞叹，优诏褒奖，不久召拜御史中丞。太宗诏翰林学士贾黄中、右谏议大夫雷德骧、司门员外郎知杂事李巨源召曹彬、崔彦进、米信、西北道副都部署杜彦圭、行营都监郭守文、马步都指挥使傅潜、押阵部署陈廷山、排阵使蔡玉、先锋都监薛继昭九人去尚书省讯问。七月，贾黄中等说曹彬等九人依法皆当斩首。太宗诏百官议之。崔彦进被贬为右武卫上将军，曹彬、米信等也都被贬官。

### 晚年
雍熙四年（987年）春，授保静军节度使。端拱元年（988年），得病，召回京，去世。赠侍中。
崔彦进频繁立下战功，但好聚财货，在治所都没有善政。死后，诸子争家财，被有司惩治。太宗召见崔彦进诸子，亲自决断，对左右说：“朕不宜亲临如此细务，只是因为崔彦进曾任节度使，不欲令其子有辱于父罢了。”

## 子孙
- 崔怀遵，官至内殿崇班
  - 崔上贤，娶镇王赵元俨女崇安县主
- 崔怀清，官至崇仪副使。
  - 崔从湜，娶岐王赵德芳女永寿县主，为西京左藏库副使，后因事除名[1]

## 评价
- 《宋史》论曰：崔彦进与王全斌征蜀，黩货杀降，以致蜀乱，惟刘廷让一军秋毫无犯，纪律严否于斯别矣（纪律是否严明的区别在这里）。[1]